# Penniverpa unispinosa
Penniverpa unispinosa är en tvåvingeart som beskrevs av Webb 2008. Penniverpa unispinosa ingår i släktet Penniverpa och familjen stilettflugor. Inga underarter finns listade i Catalogue of Life.